# 26 december
26 december is de 360ste dag van het jaar (361ste dag in een schrikkeljaar) in de gregoriaanse kalender. Hierna volgen nog 5 dagen tot het einde van het jaar.

## Gebeurtenissen
- Algemeen
  - 838 - Bij een stormvloed komen bijna alle kuststreken van de Lage landen onder water te staan.[1]
  - 1952 - De oorlogsmisdadigers Herbertus Bikker, Sander Borgers, Klaas Carel Faber, Jacob de Jonge, Willem van der Neut, Willem Polak en Antoine Touseul ontsnappen uit de Koepelgevangenis in Breda.[1]
  - 1982 - Het Amerikaanse tijdschrift TIME roept voor het eerst een object tot 'machine van het jaar' uit: de computer.[1]
  - 1991 - De Sovjet-Unie valt uit elkaar.
  - 1994 - Elitetroepen van de Franse gendarmerie maken op het vliegveld van Marseille een einde aan een in Algiers begonnen kaping van een Airbus van Air France met 170 inzittenden. Vier Algerijnse kapers worden gedood.
  - 2003 - Aardbeving in Bam (Iran).
  - 2004 - Bij een zware zeebeving, gevolgd door tsunami's, komen in Zuidoost-Azië ruim 230.000 mensen om het leven. Landen als Indonesië, Sri Lanka, India en Thailand worden eveneens ernstig getroffen door dit natuurlijke fenomeen dat met een kracht van 9,1 op de schaal van Richter op de kusten slaat.
  - 2005 - Bij Vrouwenpolder spoelt een kleine maanvis aan en in Domburg een dode bruinvis.
  - 2006 - In de Nigeriaanse stad Lagos vallen na een ontploffing van een oliepijpleiding honderden doden.
  - 2023 - Een 14-jarige jongen uit Zevenhoven (Nederland) komt om bij een ski-ongeval in Tirol.[2][3]
  - 2023 - In Totota (Liberia), een plaats op zo'n 130 km afstand van de hoofdstad Monrovia, vallen tientallen doden nadat een tankauto met brandstof na een ongeluk ontploft. Volgens een ooggetuige waren mensen bezig brandstof te verzamelen toen de ontploffing gebeurde.[4]
- Economie
  - 2007 - Iscal Sugar maakt bekend de suikerraffinaderij van Moerbeke te willen sluiten. 95 mensen verliezen hun baan.

- Infrastructuur
  - 2007 - Het grootste vrachtvliegtuig ter wereld, de Antonov An-225, landt op Luchthaven Schiphol.

- Oorlog
  - 1481 - Slag bij Westbroek.[1]
  - 1917 - De Slag om Jeruzalem is afgelopen. De Eerste Wereldoorlog in en rond Jeruzalem is afgelopen. De Britten winnen de slag.[1]
  - 1991 - Begin van de burgeroorlog in Algerije.

- Muziek
  - 1963 - Eerste Amerikaanse single van The Beatles, I Want to Hold Your Hand/I saw her standing there, wordt uitgebracht.[1]

- Politiek
  - 1941 - Winston Churchill spreekt als eerste Britse premier het Amerikaanse Congres toe.[1]
  - 2006 - De voormalige Iraakse dictator Saddam Hoessein wordt ook in hoger beroep tot de doodstraf veroordeeld.
  - 2023 - Sigrid Kaag, demissionair minister van Financiën en vicepremier, meldt op X dat ze vanaf 8 januari 2024 als VN-gezant voor wederopbouw van de Gazastrook gaat werken.[5][6] Kaag zal humanitaire hulp naar Gaza gaan faciliteren, coördineren, monitoren en verifiëren.[7]

- Recreatie
  - 2016 - Attractiepark Motiongate Dubai wordt geopend.

- Sport
  - 1297 - Eerste vermelding van een colfwedstrijd.
  - 1929 - Oprichting van de Oostenrijkse voetbalclub SC Rheindorf Altach.
  - 1860 - In stadion Hallam Pitch in Sheffield wordt de eerste voetbalwedstrijd gespeeld en die gaat tussen Sheffield FC en Hallam FC.
  - 2010 - Atleet Christophe Lemaitre wordt door de Franse sportkrant L'Equipe uitgeroepen tot sportman van het jaar in Frankrijk.
  - 2023 - De Nederlandse wielrenner Mathieu van der Poel wint de Cyclocross Asper-Gavere in Gavere (België) bij de mannen. De Belg Wout van Aert en de Brit Tom Pidcock eindigen als tweede en derde.[8]

- Wetenschap en technologie
  - 1865 - De percolator wordt uitgevonden door James Mason.
  - 1898 - Ontdekking van radium, door Marie Curie.[1]
  - 1974 - Lancering van het Saljoet 4 ruimtestation vanaf Kosmodroom Bajkonoer.[9]
  - 2009 - Op de lijn Wuhan-Kanton vertrekt de eerste hogesnelheidstrein en is daarmee de treinverbinding tussen twee steden met de hoogste gemiddelde snelheid ter wereld.
  - 2023 - Lancering met een Lange Mars 3B raket van China Aerospace Science Corporation (CASC) vanaf lanceerbasis Xichang LC-2 van de Beidou-3 M25 & M26 missie met de twee gelijknamige navigatiesatellieten die onderdeel moeten gaan uitmaken van de BeiDou-3 constellatie. De exacte identificatie van de satellieten is onzeker.[10] Op sociale media verschijnen na de lancering berichten en beelden dat onderdelen van de draagraket zijn neergestort in bewoond gebied en dat daarbij mogelijk giftige stoffen zijn vrijgekomen.[11]
  - 2023 - De periodieke komeet P/2018 P3 (PANSTARRS) bereikt het perihelium van zijn baan rond de zon tijdens deze verschijning.[12]

## Geboren

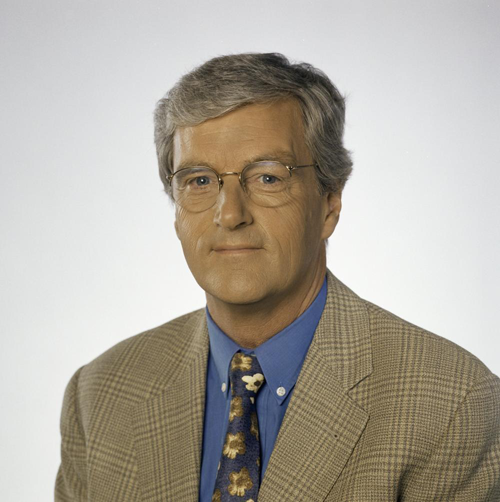
Harmen Siezen,
geboren in 1940

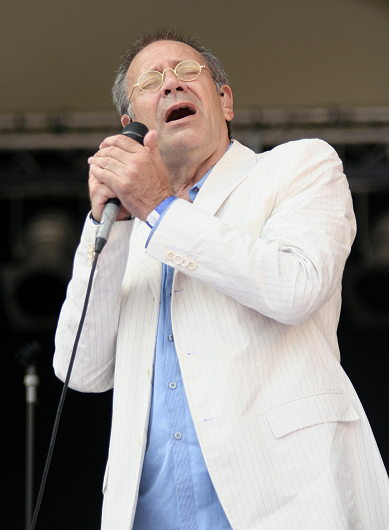
Rob de Nijs,
geboren in 1942

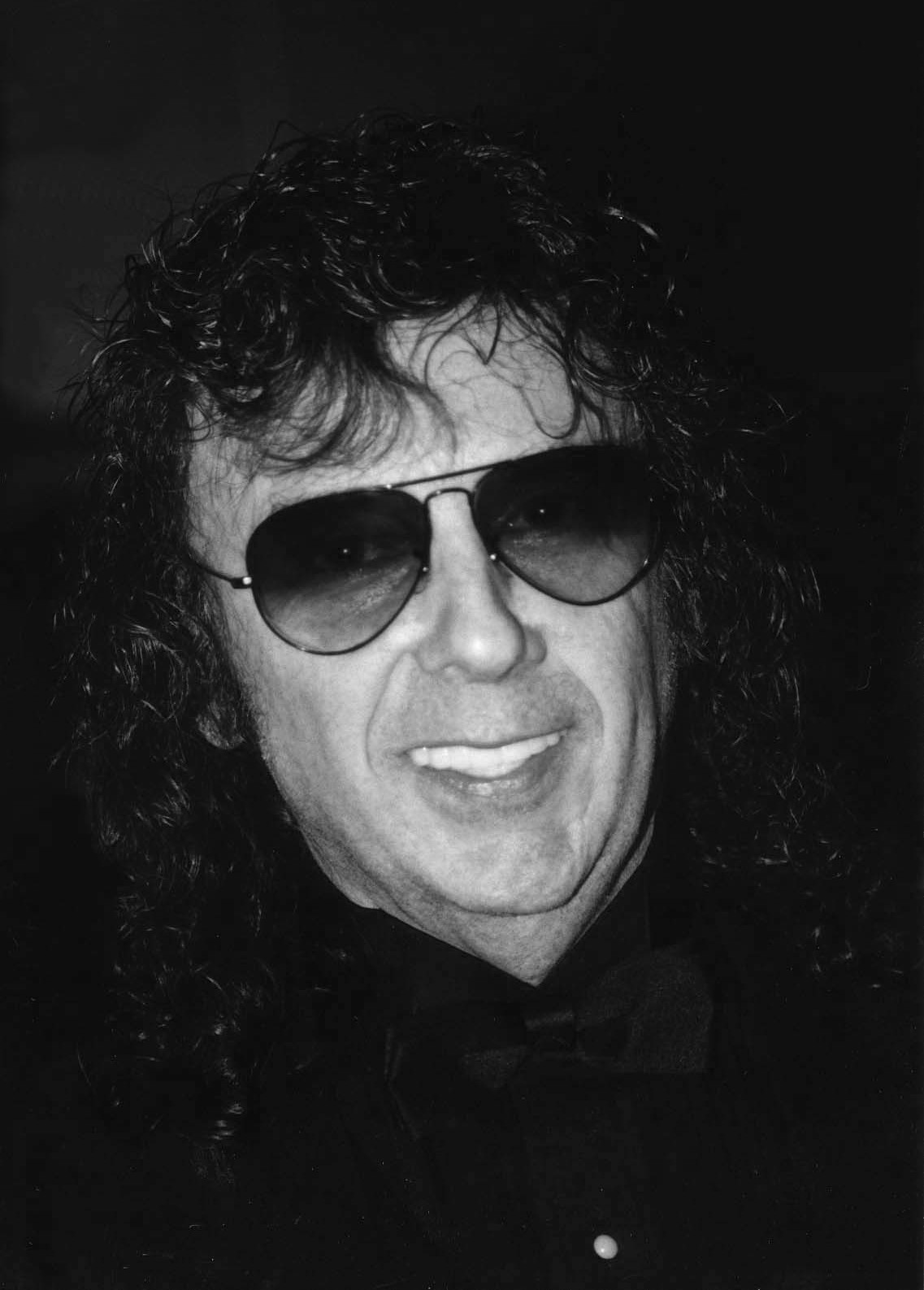
Phil Spector,
geboren in 1939

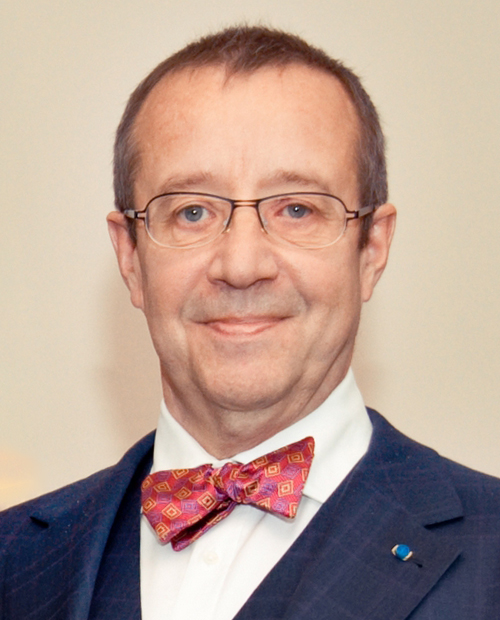
Toomas Hendrik Ilves,
geboren in 1953

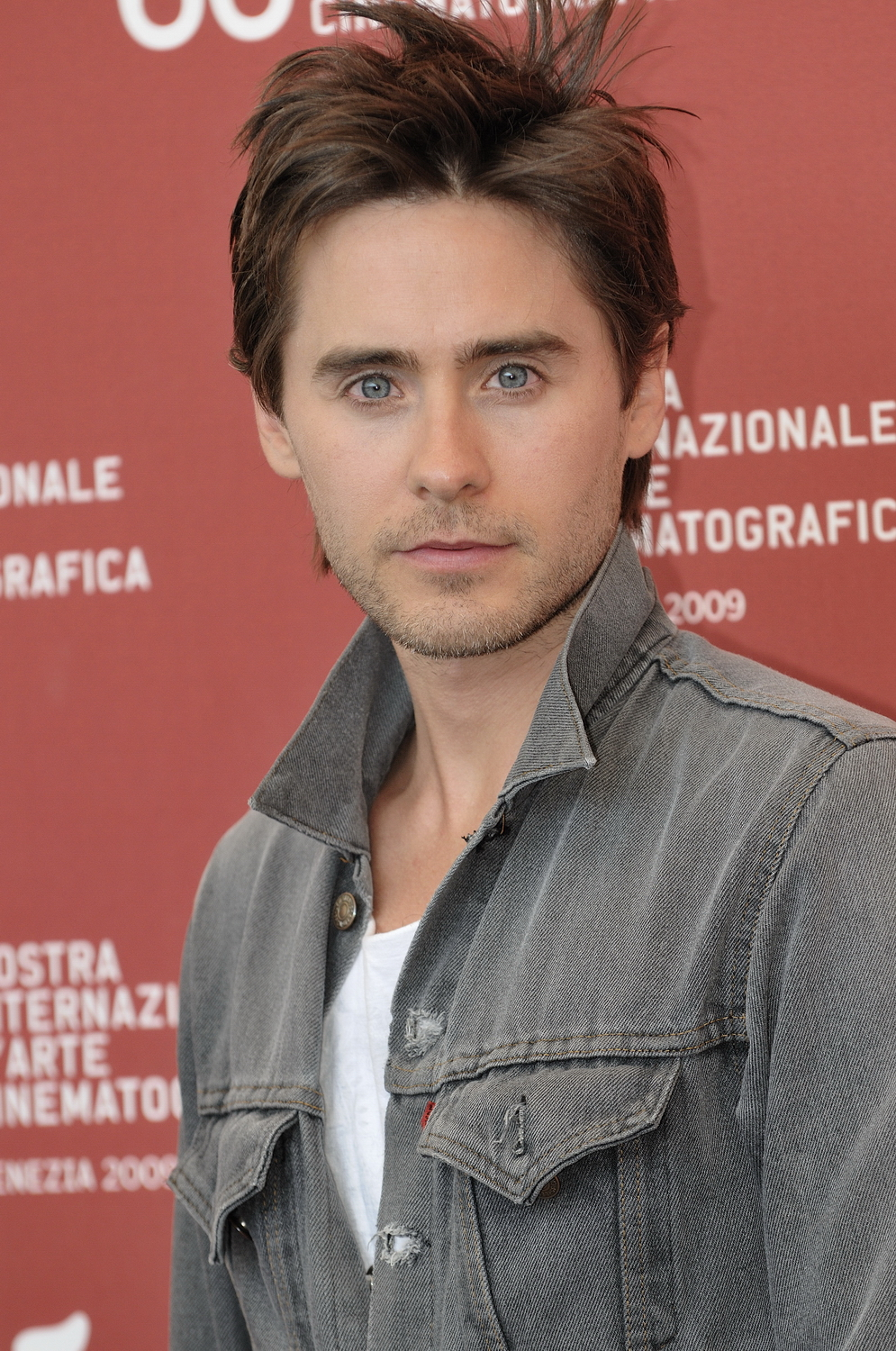
Jared Leto,
geboren in 1971

- 1194 - Keizer Frederik II, Duits koning en keizer van het Heilige Roomse Rijk (overleden 1250)
- 1537 - Albrecht van Nassau-Weilburg, graaf van Nassau-Weilburg (overleden 1593)
- 1716 - Thomas Gray, Engels dichter (overleden 1771)
- 1727 - Petrus Bondam, Nederlands historicus en jurist (overleden 1800)
- 1770 - Pierre Cambronne, Frans generaal onder Napoleon Bonaparte (overleden 1842)
- 1771 - Julie Clary, vrouw van Jozef Bonaparte (overleden 1845)
- 1777 - Lodewijk II van Hessen-Darmstadt, Duits groothertog (overleden 1848)
- 1791 - Charles Babbage, Brits uitvinder (overleden 1871)
- 1803 - Friedrich Reinhold Kreutzwald, Estisch dichter (overleden 1882)
- 1826 - Martinus Nijhoff, Nederlands uitgever (overleden 1894)
- 1852 - Johannes François Snelleman, Nederlands oriëntalist en etnoloog (overleden 1938)
- 1880 - Elton Mayo, Australisch wetenschapper (overleden 1949)
- 1881 - Henricus Huijbers, Nederlands historicus (overleden 1929)
- 1889 - Herman Arnold Zwijnenberg, Nederlands veearts en politicus (overleden 1964)
- 1890 - Percy Hodge, Brits atleet (overleden 1967)
- 1890 - Red Perkins, Amerikaans trompettist en bigbandleider (overleden 1976)
- 1893 - Mao Zedong, Chinees politicus en partijleider (overleden 1976)
- 1897 - Willy Corsari, Nederlands schrijfster (overleden 1998)
- 1901 - Barend Lempke, Nederlands lepidopterist (overleden 1993)
- 1901 - James MacNabb, Brits roeier (overleden 1990)
- 1901 - Georg Rimski-Korsakov, Russisch musicoloog en componist (overleden 1965)
- 1901 - Adrianus van der Vaart, oudste man van Nederland (overleden 2008)
- 1903 - Michele Orecchia, Italiaans wielrenner (overleden 1981)
- 1911 - Arsenio Lacson, Filipijns politicus (overleden 1962)
- 1912 - Luis Fontés, Brits autocoureur (overleden 1940)
- 1912 - Henk de Looper, Nederlands hockeyer (overleden 2006)
- 1912 - Hermann Mosler, Duits rechter (overleden 2001)
- 1914 - C.C.S. Crone, Nederlands schrijver (overleden 1951)
- 1914 - Richard Widmark, Amerikaans acteur (overleden 2008)
- 1918 - Pierre Louis d'Aulnis de Bourouill, Nederlands verzetsstrijder, Engelandvaarder en spion (overleden 2012)
- 1918 - Ntsu Mokhehle, Lesothaans politicus (overleden 1999)
- 1918 - Georgios Rallis, Grieks politicus (oud-premier) (overleden 2006)
- 1922 - Asdrúbal Fontes Bayardo, Uruguayaans autocoureur (overleden 2006)
- 1922 - Octave Landuyt, Belgisch beeldend kunstenaar (overleden 2024)
- 1924 - Charles Deckers, Belgisch witte pater en zalige (overleden 1994)
- 1925 - Georg Buschner, Oost-Duits voetballer en voetbaltrainer (overleden 2007)
- 1929 - Régine (Régina Zylberberg), Belgisch-Frans zangeres, filmactrice en zakenvrouw (overleden 2022)
- 1930 - Jean Ferrat, Frans zanger (overleden 2010)
- 1930 - Wilferd Madelung, Duits-Brits islamoloog (overleden 2023)
- 1930 - Donald Moffat, Brits acteur (overleden 2018)
- 1931 - Tom van Beek, Nederlands acteur (overleden 2002)
- 1931 - Roger Piantoni, Frans voetballer (overleden 2018)
- 1932 - Walter Leblanc, Belgisch beeldend kunstenaar (overleden 1986)
- 1933 - Caroll Spinney, Amerikaans poppenspeler (overleden 2019)
- 1935 - Bill Brack, Canadees autocoureur
- 1935 - Abdul "Duke" Fakir, Amerikaans (tenor)zanger (overleden 2024)
- 1935 - Moisés Solana, Mexicaans autocoureur (overleden 1969)
- 1936 - Trevor Taylor, Brits autocoureur (overleden 2010)
- 1937 - John Conway, Engels wiskundige (overleden 2020)
- 1939 - Phil Spector, Amerikaans muziekproducent (overleden 2021)
- 1940 - Edward Prescott, Amerikaans econoom en Nobelprijswinnaar (overleden 2022)
- 1940 - Harmen Siezen, Nederlands nieuwslezer (overleden 2025)
- 1941 - Klaus-Michael Bonsack, Duits rodelaar (overleden 2023)
- 1941 - Daniel Schmid, Zwitsers regisseur (overleden 2006)
- 1942 - Rob de Nijs, Nederlands zanger (overleden 2025)
- 1943 - Giancarlo Gagliardi, Italiaans autocoureur
- 1945 - Janine van Elzakker, Nederlands stemactrice en zangeres (overleden 2019)
- 1946 - Helmut Kassner, Duits motorcoureur
- 1946 - Rini Wagtmans, Nederlands wielrenner
- 1947 - Dominique Baratelli, Frans voetbaldoelman
- 1949 - Pat Matzdorf, Amerikaans atleet
- 1949 - George Winston, Amerikaans pianist (overleden 2023)
- 1952 - Joachim Dreifke, Oost-Duits roeier
- 1952 - Guy Goethals, Belgisch voetbalscheidsrechter
- 1953 - Toomas Hendrik Ilves, president van Estland
- 1953 - Vladimir Lobanov, Russisch schaatser (overleden 2007)
- 1956 - David Sedaris, Amerikaans schrijver
- 1956 - Holger Hiller, Duits muzikant
- 1957 - Ed Groot, Nederlands financieel journalist, columnist en politicus
- 1959 - Masaru Kobayashi, Japans motorcoureur
- 1959 - Wolfgang Rolff, Duits voetballer en voetbaltrainer
- 1960 - Temuera Morrison, Nieuw-Zeelands acteur
- 1961 - John Lynch, Noord-Iers acteur en auteur
- 1962 - Gert-Jan van den Ende, Nederlands artiest en televisiepresentator
- 1962 - John van den Heuvel, Nederlands journalist en voormalig politieagent
- 1962 - Eli Yishai, Israëlisch politicus
- 1963 - Lars Ulrich, Deens-Amerikaans drummer
- 1964 - Lydia de Vega, Filipijns atlete (overleden 2022)
- 1965 - Nadia Dajani, Amerikaans actrice
- 1965 - Ruud Kaiser, Nederlands voetbaltrainer
- 1965 - Kathleen Nord, Oost-Duits zwemster (overleden 2022)
- 1966 - Stefaan Fernande, Belgisch songwriter (overleden 2021)
- 1966 - Attilio Lombardo, Italiaans voetballer en voetbaltrainer
- 1966 - Sandra Taylor (Sandra Lisa Korn), Amerikaans model en actrice
- 1967 - Rico Steinmann, Oost-Duits voetballer
- 1968 - Darren Barber, Canadees roeier
- 1968 - Boris Premužic, Sloveens wielrenner
- 1969 - Doran (Georges Darmoise), Belgisch zanger
- 1969 - Joseph Victor Ejercito, Filipijns senator
- 1969 - Sven Kockelmann, Nederlands televisiejournalist
- 1969 - Thomas Linke, Duits voetballer
- 1970 - Misha Latuhihin, Nederlands volleyballer
- 1971 - Junichi Inoue, Japans schaatser
- 1971 - Jared Leto, Amerikaans acteur, zanger en gitarist
- 1971 - Mika Nurmela, Fins voetballer
- 1971 - Alexandra Rapaport, Zweeds actrice
- 1972 - Jérôme Le Banner, Frans vechtsporter
- 1973 - Reichen Lehmkuhl, Amerikaans homoactivist
- 1975 - Marcelo Ríos, Chileens tennisser
- 1975 - Diederik van Rooijen, Nederlands televisie- en filmregisseur
- 1976 - Andrea Absolonová, Tsjechisch schoonspringster en pornoactrice (overleden 2004)
- 1976 - Stéphane Demets, Belgisch voetballer
- 1976 - Jake Wetzel, Amerikaans/Canadees roeier
- 1977 - Fatih Akyel, Turks voetballer
- 1978 - Jackson Koech, Keniaans atleet
- 1978 - Anna Przybylska, Pools actrice en model (overleden 2014)
- 1978 - Laura Turpijn, Nederlands mountainbikester
- 1979 - Fabián Carini, Uruguayaans voetballer
- 1979 - Chris Daughtry, Amerikaans muzikant
- 1979 - Vaccine (Christine Clements), Amerikaans muziekproducer en muzikant (overleden 2023)
- 1982 - Bas Sibum, Nederlands voetballer
- 1982 - Aksel Lund Svindal, Noors alpineskiër
- 1984 - Hannes Minnaar, Nederlands pianist
- 1984 - Alex Schwazer, Italiaans atleet
- 1984 - Jonathan Tiernan-Locke, Engels wielrenner
- 1985 - Beth Behrs, Amerikaans actrice
- 1985 - Gediminas Bagdonas, Litouws wielrenner
- 1986 - Nichola Burley, Brits actrice
- 1986 - Manuel Broekman, Nederlands acteur
- 1986 - Kit Harington, Engels acteur
- 1986 - Hugo Lloris, Frans voetballer
- 1986 - Géza Weisz, Nederlands acteur
- 1987 - Michail Koekoesjkin, Kazachs tennisser
- 1987 - Mani (Abdelilah el Foulani), Nederlands rapper
- 1988 - Gaëlle Garcia Diaz, Belgisch model en vj
- 1989 - Yohan Blake, Jamaicaans atleet
- 1989 - Sofiane Feghouli, Algerijns voetballer
- 1989 - Lecabela Quaresma, Santomees atlete
- 1989 - Diego Simonet, Argentijns handballer
- 1990 - Denis Tsjerysjev, Russisch voetballer
- 1990 - Aaron Ramsey, Welsh voetballer
- 1991 - Eden Sher, Amerikaans zangeres en actrice
- 1993 - Espen Bjørnstad, Noors noordse combinatieskiër
- 1994 - Samantha Boscarino, Amerikaans actrice en zangeres
- 1996 - Nicole Azzopardi, Maltees zangeres
- 1997 - Vince Gerits, Belgisch wielrenner
- 1997 - Nicole Oude Luttikhuis, Nederlands volleybalster
- 1998 - Dominika Grabowska, Pools voetbalster
- 1999 - Grégoire Saucy, Zwitsers autocoureur
- 2001 - Aleksej Pokuševski, Servisch basketballer

## Overleden
- 268 - Paus Dionysius
- 418 - Paus Zosimus

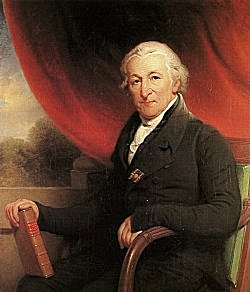
Martinus van Marum
overleden in 1837

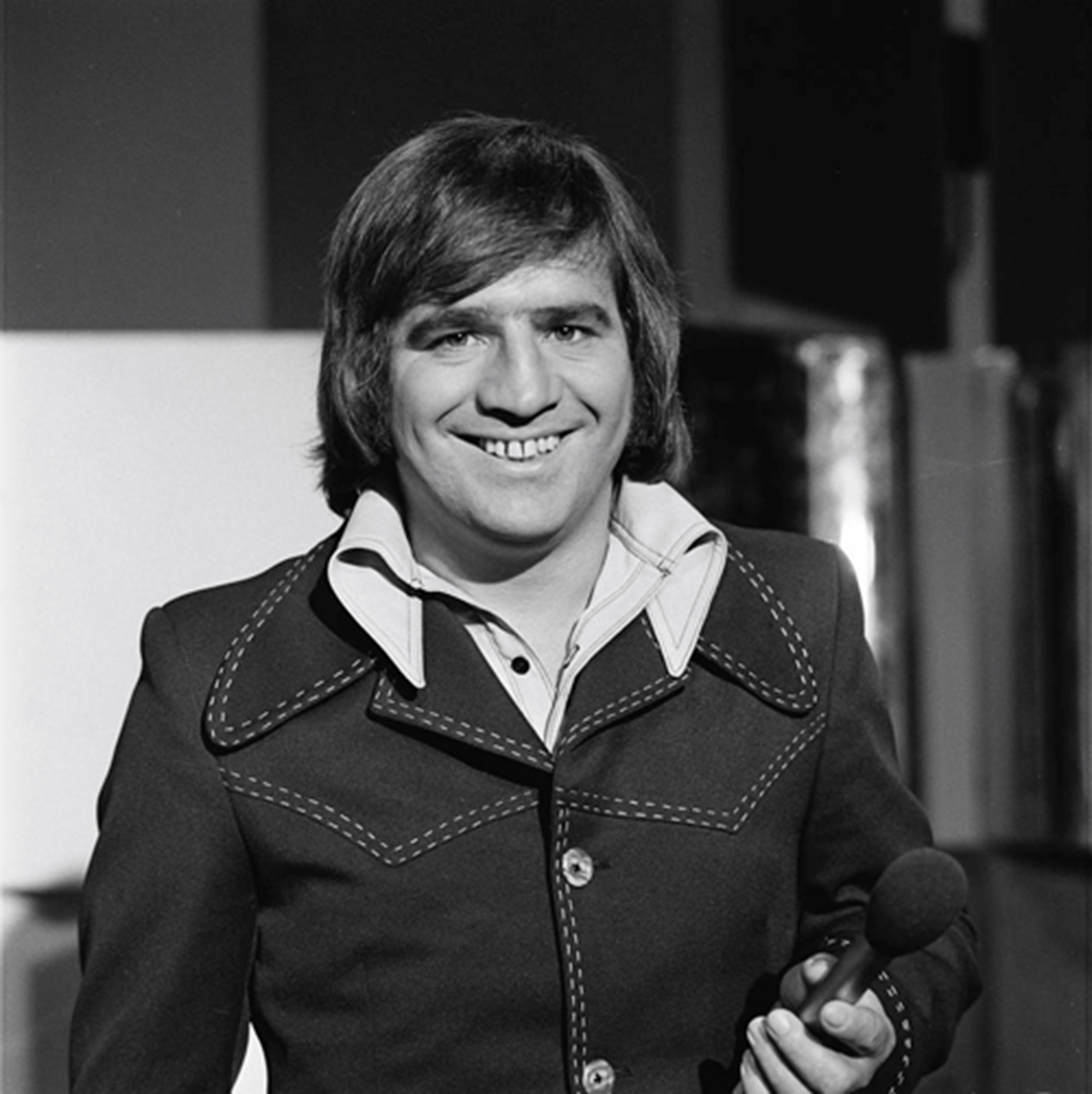
Joe Dolan
overleden in 2007

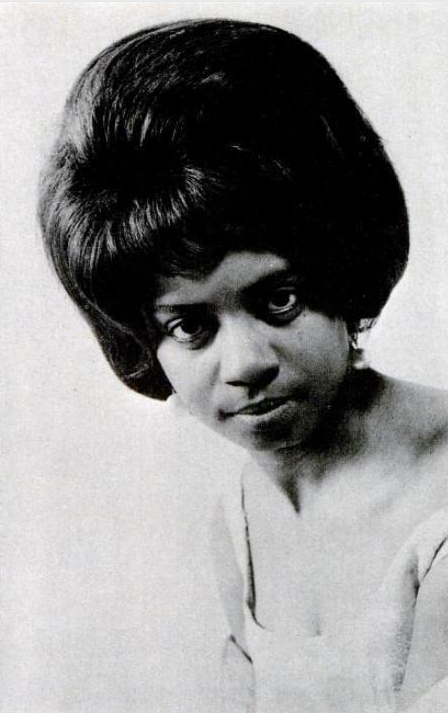
Fontella Bass
overleden in 2012

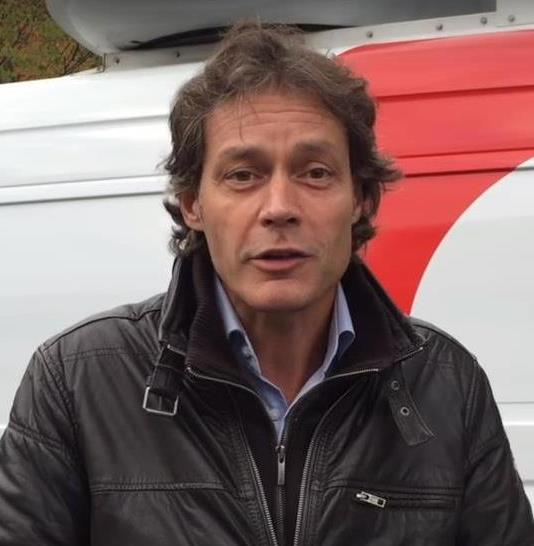
Joost Karhof
overleden in 2017

- 1797 - John Wilkes (72), Brits journalist en politicus
- 1837 - Martinus van Marum (86), Nederlands arts, natuuronderzoeker en chemicus
- 1890 - Heinrich Schliemann (68), Duits archeoloog
- 1929 - Giuseppe Gamba (72), Italiaans kardinaal-aartsbisschop van Turijn
- 1940 - Ludo van Bronkhorst Sandberg (66), Nederlands staatsraad
- 1966 - Ina Boudier-Bakker (91), Nederlands schrijfster
- 1966 - Herbert Otto Gille (69), Duits generaal
- 1966 - Pieter Roelofsen (56), Nederlands roeier
- 1966 - Guillermo Stábile (60), Argentijns voetballer en voetbaltrainer
- 1969 - Josef Hromádka (80), Tsjechisch theoloog
- 1972 - Clemens van Lamsweerde (75), Nederlands baron, jurist en kunstenaar
- 1972 - Gra Rueb (87), Nederlandse beeldhouwer en medailleur
- 1972 - Harry S. Truman (88), 33ste president van de Verenigde Staten
- 1973 - William Haines (73), Amerikaans acteur
- 1974 - Jack Benny (80), Amerikaans komiek
- 1974 - Knudåge Riisager (77), Deens componist
- 1979 - Gerrit Kempe (68), Nederlands criminoloog
- 1992 - Jan Flinterman (73), Nederlands autocoureur
- 1993 - Carlos Muñóz (29), Ecuadoraans voetballer
- 1994 - Pietro Pavan (91), Italiaans kardinaal
- 1999 - Curtis Mayfield (57), Amerikaans soul-musicus
- 1999 - Kees Schilperoort (82), Nederlands radiomaker
- 2000 - Jason Robards (78), Amerikaans acteur
- 2001 - Nigel Hawthorne (72), Brits acteur
- 2001 - Jesualda Kwanten (100), Nederlands beeldhouwer
- 2002 - Herb Ritts (50), Amerikaans fotograaf
- 2002 - Jaap van de Scheur (76), Nederlands vakbondsman en gemeenteraadslid
- 2005 - Ted Ditchburn (84), Engels voetballer
- 2005 - Vincent Schiavelli (57), Amerikaans-Italiaans acteur
- 2005 - Erich Topp (91), Duits militair
- 2006 - Gerald Ford (93), 38e president van de Verenigde Staten
- 2006 - Ivar Formo (55), Noors langlaufer en olympisch kampioen
- 2007 - Joe Dolan (68), Iers zanger
- 2009 - Yves Rocher (79), Frans schoonheidskoning
- 2010 - Teena Marie (54), Amerikaans zangeres
- 2010 - Salvador Jorge Blanco (84), president van de Dominicaanse Republiek
- 2011 - Joop Korebrits (68), Nederlands voetballer
- 2011 - Sam Rivers (88), Amerikaanse jazz-muzikant en componist
- 2011 - James Rizzi (61), Amerikaans popartkunstenaar
- 2012 - Gerry Anderson (83), Brits producer, regisseur en schrijver en bekend van de Thunderbirds
- 2012 - Fontella Bass (72), Amerikaans zangeres
- 2012 - Han van Gelder (89), Nederlands filmregisseur en tekenaar
- 2013 - Marta Eggerth (101), Hongaars-Amerikaans actrice en operettezangeres
- 2013 - Theo Lalleman (67), Nederlands schrijver, publicist, videokunstenaar, en cultureel ondernemer
- 2014 - Jean Férir (87), Belgisch politicus
- 2014 - Leo Tindemans (92), Belgisch politicus
- 2016 - Asjot Anastasian (52), Armeens schaker
- 2016 - Joachim Calmeyer (85), Noors acteur
- 2017 - Gerd Cintl (79), Duits roeier
- 2017 - Joost Karhof (48), Nederlands televisiepresentator
- 2018 - Roy Glauber (93), Amerikaans natuurkundige
- 2018 - Nancy Roman (93), Amerikaans astronoom
- 2019 - Jerry Herman (88), Amerikaans componist en tekstdichter
- 2019 - Sue Lyon (73), Amerikaans actrice
- 2019 - Toos Onderdenwijngaard (93), Nederlands concertpianiste
- 2020 - George Blake (98), Nederlands-Brits dubbelspion voor de Sovjet-unie
- 2020 - Jon Huber (41), Amerikaans professioneel worstelaar
- 2020 - Peter Schmidhuber (89), Duits politicus
- 2021 - Bruce Bromberg (80), Amerikaans muziekproducent
- 2021 - Karolos Papoulias (92), Grieks politicus en oud-president
- 2021 - Dorval Rodrigues (86), Braziliaans voetballer
- 2021 - Desmond Tutu (90), Zuid-Afrikaans geestelijke
- 2021 - Sarah Weddington (76), Amerikaans activiste en advocate
- 2021 - Edward Osborne Wilson (92), Amerikaans bioloog
- 2022 - Dorothy Iannone (89), Amerikaans beeldend kunstenares
- 2023 - Tony Oxley (85), Brits jazzdrummer
- 2023 - Wolfgang Schäuble (81), Duits minister en politicus
- 2023 - Lionel Vandenberghe (80), Belgisch politicus
- 2024 - John B. Cobb (99), Amerikaans theoloog, filosoof en ecologist
- 2024 - Manmohan Singh (92), Indiaas politicus en econoom; premier (2004-2014)

## Viering/herdenking
- in Nederland Tweede kerstdag,
- Rooms-Katholieke kalender:

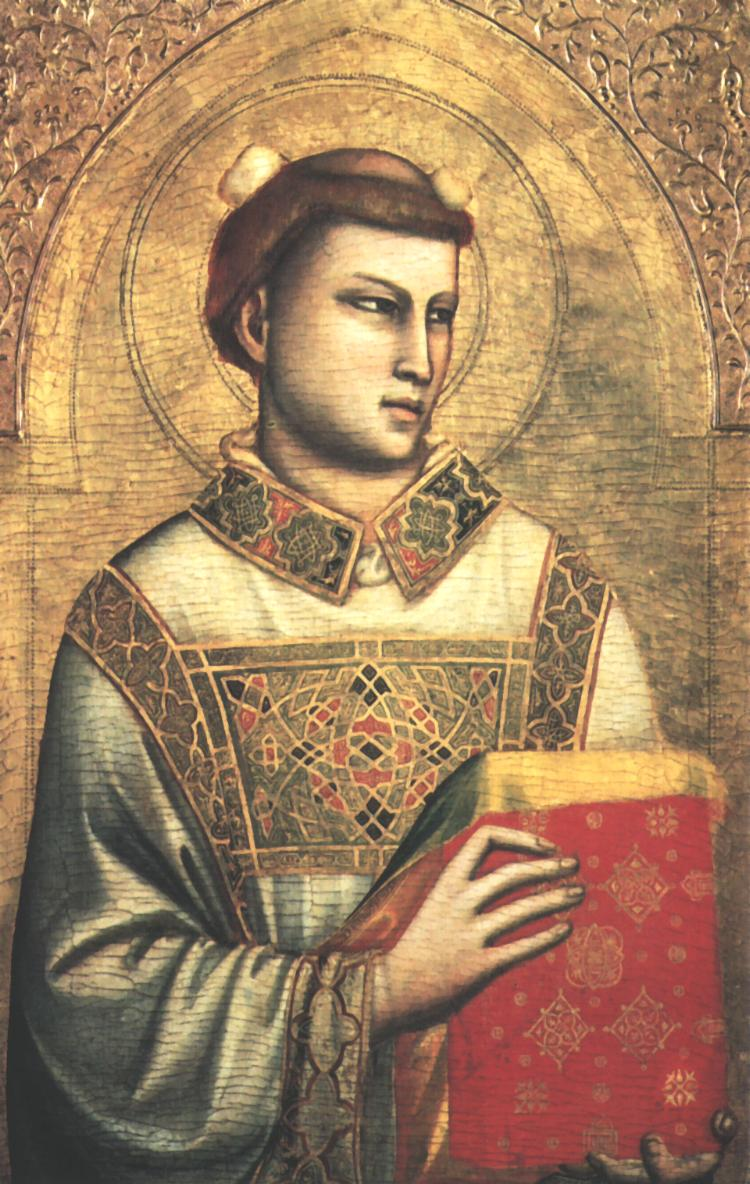
H. Stefanus

  - Heilige Stefanus († eerste martelaar, gestenigd c. 35), Patroon van de steen- en marmerhouwers - Feest
  - Heilige Paus Zosimus († 418)
  - Heilige Vicenta López y Vicuña († 1890)
- Junkanoo in Nassau (Bahama's)

## Weerextremen

### Nederland
| | Officiële records | Officiële records | Officiële records |      | Landelijke records | Landelijke records | Landelijke records |
| Gebeurtenis | Jaar              | Extreem           | Locatie           | Jaar | Extreem            | Locatie            |                    |
| --- | ----------------- | ----------------- | ----------------- | ---- | ------------------ | ------------------ | ------------------ |
| Laagste etmaalgemiddelde temperatuur (°C) | 1961              | −7,4              | De Bilt           |      | 1961               | −9,4               | Twenthe            |
| Hoogste etmaalgemiddelde temperatuur (°C) | 2015              | 13,1              | De Bilt           |      | 2015               | 13,4               | Valkenburg ZH      |
| Laagste minimumtemperatuur (°C) | 1964              | −12,2             | De Bilt           |      | 1961               | −14,9              | Twenthe            |
| Hoogste minimumtemperatuur (°C) | 2015              | 11,1              | De Bilt           |      | 2015               | 12,0               | Valkenburg ZH      |
| Laagste maximumtemperatuur (°C) | 1938              | −4,6              | De Bilt           |      | 1961 1962          | −5,7               | Twenthe Maastricht |
| Hoogste maximumtemperatuur (°C) | 2015              | 14,4              | De Bilt           |      | 2015               | 14,9               | Ell                |
| Hoogste uurgemiddelde windsnelheid (m/s) | 1949              | 16,5              | De Bilt           |      | 1913               | 25,2               | Vlissingen         |
| Hoogste windstoot (m/s) | 1959              | 27,8              | De Bilt           |      | 1990               | 32,9               | IJmuiden           |
| Langste zonneschijnduur (uur) | 1944              | 6,8               | De Bilt           |      | 1976               | 7,2                | Twenthe            |
| Langste neerslagduur (uur) | 1985              | 16,6              | De Bilt           |      | 1985               | 18,3               | Rotterdam          |
| Hoogste etmaalsom van de neerslag (mm) | 1985              | 35,9              | De Bilt           |      | 1985               | 42,7               | Deelen             |
| Laagste etmaalgemiddelde relatieve vochtigheid (%) | 1961              | 69                | De Bilt           |      | 1972               | 56                 | Twenthe            |
| Laagste uurwaarde luchtdruk op zeeniveau (hPa) | 1999              | 978,3             | De Bilt           |      | 1906               | 973,8              | Maastricht         |
| Hoogste uurwaarde luchtdruk op zeeniveau (hPa) | 1996              | 1043,4            | De Bilt           |      | 1996               | 1044,3             | Hoogeveen          |
| Officiële records worden altijd gemeten op het KNMI-weerstation in De Bilt. Landelijke records kunnen worden gemeten op elk officieel KNMI-weerstation in Nederland. |                   |                   |                   |      |                    |                    |                    |

Uitzonderlijke gebeurtenissen
- 1909 - Officieel laagste maximumtemperatuur in °C van het jaar gemeten in De Bilt: −2,6
- 1918 - Officieel laagste minimumtemperatuur in °C van december dit jaar gemeten in De Bilt: −1,4
- 1926 - Officieel laagste minimumtemperatuur in °C van december dit jaar gemeten in De Bilt: −4,4
- 1956 - Officieel laagste minimumtemperatuur in °C van december dit jaar gemeten in De Bilt: −5,0
- 1961 - Officieel laagste minimumtemperatuur in °C van het jaar gemeten in De Bilt: −11,7
- 1961 - Officieel laagste minimumtemperatuur in °C van december dit jaar gemeten in De Bilt: −11,7
- 1982 - Officieel hoogste minimumtemperatuur in °C van december dit jaar gemeten in De Bilt: 6,2
- 2002 - Officieel hoogste minimumtemperatuur in °C van december dit jaar gemeten in De Bilt: 8,2. Samen met 27 december
- 2011 - Officieel hoogste minimumtemperatuur in °C van december dit jaar gemeten in De Bilt: 10,2

### België
Dagrecords
- 1853 - Laagste etmaalgemiddelde temperatuur -–,7 °C
- 1988 - Hoogste etmaalgemiddelde temperatuur 10,7 °C
- 1853 - Laagste minimumtemperatuur −16,3 °C
- 2015 - Hoogste maximumtemperatuur 14,3 °C[15]
- 1999 - Hoogste etmaalsom van de neerslag 31,6 mm

Uitzonderlijke gebeurtenissen
- 1993 - De hoge neerslaghoeveelheden van deze maand tot 437 mm in Dohan (Bouillon) veroorzaken overstromingen die behoren tot de meest catastrofale in de recente geschiedenis van België.
- 1999 - Storm in het zuiden van het land.

<< · 1 · 2 · 3 · 4 · 5 · 6 · 7 · 8 · 9 · 10 · 11 · 12 · 13 · 14 · 15 · 16 · 17 · 18 · 19 · 20 · 21 · 22 · 23 · 24 · 25 · 26 · 27 · 28 · 29 · 30 · 31 · >>